# Tony Allen (Basketballspieler)
Anthony „Tony“ Allen (* 11. Januar 1982 in Chicago, Illinois) ist ein ehemaliger US-amerikanischer Basketballspieler, der von 2004 bis 2018 in der NBA aktiv war, die meiste Zeit davon bei den Boston Celtics und den Memphis Grizzlies. Allen galt als einer der besten Verteidiger auf seiner Position und wurde mehrmals in das NBA All-Defensive Team gewählt.

## Karriere

### High School & College
Allen war ein herausragender Spieler an der Crane High School in Chicago. In Crane spielte er zusammen mit Will Bynum. In seinem Freshman-Collegejahr (2000–2001) spielte er für das Butler County College in El Dorado, Kansas, in dem er durchschnittlich 16,5 Punkte, 6,1 Rebounds und 2,8 Steals erzielte. Dies brachte ihm die Auszeichnung zum Jayhawk West Conference Freshman of the Year. Während seines Sophomore-Jahres (2001–2002) am Wabash Valley College in Mount Carmel, Illinois, führte er sein Team zu einem 32-6 Jahresendergebnis und zum vierten Platz der NJCAA-Meisterschaften.
Für seine letzten beiden Collegejahre (2002–2004) wechselte Allen auf die Oklahoma State University. In seinem Senior-Jahr wurde er zum Big 12 Player of the Year ernannt, nachdem er im Durchschnitt 16 Punkte erreichte und sein Team in das Final Four der NCAA Division I Basketball Championship führte. Allen war der erste Spieler in der Geschichte der Oklahoma State University, der 1000 Punkte in nur zwei Saisons erreichte.

### NBA

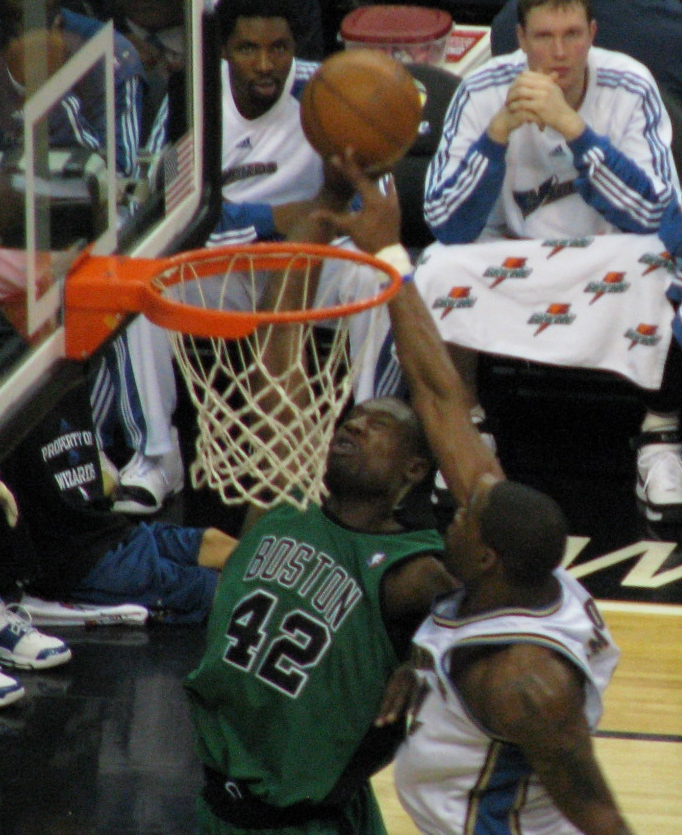
Allen wird beim Dunk-Versuch gefoult

Allen wurde im NBA-Draft 2004 an 25. Stelle von den Boston Celtics gewählt.
In seiner Rookie-Saison erreichte er im Durchschnitt 6,4 Punkte sowie 2,9 Rebounds pro Spiel und wies die dritthöchste Zahl an Steals per 48 minutes auf, mit einem Wert von 2,89. Er wurde zur Teilnahme an der Rookie Challenge auserwählt.

#### Knieverletzung
In den letzten Minuten des Spiels Boston Celtics gegen Indiana Pacers am 10. Januar 2007, erlitt Allen eine Knieverletzung, indem er nach einem Dunkversuch ungünstig landete. Er riss sich das Kreuzband und ein Seitenband. Am 13. Januar unterzog sich Allen einer erfolgreichen Operation am Kreuzband, jedoch musste er den Rest der Saison auf der Bank verbringen. Bereits neun Monate später war er, wenn auch noch nicht in voller Stärke, wieder bereit zu spielen, was für eine derart schwere Verletzung eine schnelle Genesung bedeutet. 2008 gewann er mit den Celtics die NBA-Meisterschaft.

#### 2008–09
Am 23. Juli 2008 verlängerte Allen seinen Vertrag bei Boston um zwei Jahre für fünf Millionen Dollar.

#### Memphis Grizzlies
Im Juli 2010 unterschrieb Allen einen Dreijahresvertrag mit den Memphis Grizzlies. Später sagte er über seine letzte Saison bei Boston, dass er sich von den Veteranen wie Paul Pierce und Ray Allen 'überschattet' gefühlt habe. Seine erste Rückkehr nach Boston war am 23. März 2011. Allen wurde für seinen defensiven Einsatz in den Jahren 2011, 2016 und 2017 in das NBA All-Defensive Second Team gewählt. 2012, 2013 und 2015 wurde er in das NBA All-Defensive First Team berufen.

## Kontroversen

### Anzeige wegen Körperverletzung
Während der Off-Saison 2005 wurde Allen wegen schwerer Körperverletzung angezeigt. Während eines Auseinandersetzung in einem Restaurant in Chicago zog ein 29-jähriger Mann eine Waffe und schoss um sich, tötete jedoch niemanden. Obwohl er nichts mit den Schüssen zu tun hatte, wurde Allen beschuldigt, einem Mann die linke Augenhöhle gebrochen zu haben und verbrachte zwei Nächte im Gefängnis. Aufgrund dieses Vorfalls und einer ernsten Verletzung am rechten Knie, die er infolge der Auseinandersetzung erlitten hatte, verpasste er fast die ganze erste Hälfte der Saison 2005/06. Am 24. April 2007 wurde er von einem Gericht in Chicago freigesprochen.

### Betrugsvorwürfe
Im Oktober 2021 wurde Allen, seine Ehefrau sowie 17 weitere ehemalige NBA-Spieler verhaftet. Ihnen werden Versicherungs- und Postbetrug in Höhe von knapp vier Millionen US-Dollar vorgeworfen. Allen soll Scheinrechnungen bei der Krankenkasse der NBA-Spieler eingereicht haben. 2023 wurde er, nachdem er bereits vor dem Urteil 420,000 US-Dollar zurückgezahlt hatte, zu Sozialstunden und Supervision verurteilt.